# Gurthang (Band)
Gurthang ist eine 2010 gegründete Dark- und Depressive-Black-Metal- sowie Funeral-Doom-Band.

## Geschichte
Der in Lublin lebende Krzysiek „A.Z.V.“ Ponieważ gründete Gurthang als Nebenprojekt zu Cosmic Despair im Jahr 2010. Das anfängliche Soloprojekt entwickelte sich über die Dauer des Aktivitätszeitraums zunehmend zu einer Band und dem musikalischen Hauptaugenmerk von Ponieważ. Unter dem Einfluss der sich verändernden Konstellation variierte ebenso der Musikstil von Gurthang. Ponieważ animierte seine Mitmusiker sich in den kreativen Prozess einzubringen.
Nach Demo, EP und Split-Veröffentlichungen erschien bereits 2011 das Debütalbum Desolated in Darkness: Volume.0 über Depressive Illusions Records und Salute Records. Es folgten Kooperationen mit Firmen wie Lux Inframundis Productions, Le Crépuscule du Soir Productions und Cvlminis. Trotz einer hohen Produktivität trat die Gruppe nicht Live in Erscheinung. Mitunter erläuterte Ponieważ dies mit den unterschiedlichen Wohnorten der Bandmitglieder.
Bis zum Jahr 2019 erschienen sechs Studioalben und diverse Singles, EPs, Kompilationen und Split-Veröffentlichungen mit variierender Resonanz. Das 2019 über Immortal Frost Productions veröffentlichte Ascension erhielt als Studioalbum derweil die international breiteste Aufmerksamkeit. Mäßig fiel das  Bart Al Foet für das niederländische Zware Metalen gefällte Urteil über Ascension aus. Es wirke Collagenartig und wie ein „Puzzle mit Teilen, die zwar miteinander verbunden sind, aber keine Einheit bilden“. Jonathan Jancsary vom deutschen Metal-Magazin Legacy vergab hingegen zehn der optionalen 15 Wertungspunkte und bescheinigte dem Album, trotz benannter Kritikpunkte im Songwriting und der Produktion, dass es ihm „schon ordentlich Spaß“ bereite. Ivan Tibos vom belgischen Webzine Concrete Web nannte es gar „süchtig machend“, auch für das Webzine Wonderboxmetal wurde es als „erfreuliche Platte“ gelobt. Ähnlich hoch urteile Paul Castles für das Antichrist Magazine, die Musiker von Gurthang zeigten sich als „vollendete Schallschwertkämpfer“ auf Ascension, welche „man in einem Duell nicht treffen möchte“. Abseits des Albums erhielt die Split-EP mit Moloch international die größte Aufmerksamkeit. Während Bart Tomaszewski für das Antichrist Magazine die Split-EP als „verschlingend“ und „besonders dunkel“ lobte, bemängelte Daniel Müller für Crossfire metal, dass die EP zwar „ganz geil, aber leider mit acht Minuten auch sehr kurz“ sei. I Will Not Serve wurde von Bosj für das Aristocrazia Webzine als „solides Black-Metal-Album mit starken Mängeln“ kritisiert. Er schrieb der Gruppe allerdings ein hohes kreatives Potential zu.

## Stil
Der von Gurthang gespielte Stil entwickelte sich von anfänglichem Funeral Doom über einen schweren Depressive Black Metal, der mit Excruciato Anima Immortali erstmals präsentiert wurde, hin zu einem am Black- und Doom-Metal musikalisch und an Schauerliteratur und Cthulhu-Mythos inhaltlich orientiertem Dark Metal, seit der Veröffentlichung von I Will Not Serve. Auf späteren Veröffentlichungen seien die Funeral-Doom-Zeiten lediglich als Zwischenspiel und Atmosphäre präsent. Daniel Müller von Crossfire Metal verweist auf die „schwere Trägheit früher Burzum-Alben“ in seiner Rezension der mit Moloch gemeinsam gestalteten Split-EP.

## Diskografie
| Studioalben - 2011: Desolated in Darkness: Volume.0 (Depressive Illusions Records/Salute Records) - 2012: Infinite Void (Lux Inframundis Productions) - 2013: Excruciato Anima Immortali (Le Crépuscule du Soir Productions) - 2015: I Will Not Serve (Immortal Frost Productions) - 2017: Shattered Echoes (Cimmerian Shade Recordings) - 2019: Ascension (Immortal Frost Productions) EPs - 2011: Gurthang (Salute Records) - 2012: Forgotten Deity (Depressive Illusions Records) - 2012: Synowie nocy (Selbstverlag) | Singles - 2011: Desolated in Darkness (Selbstverlag) - 2013: My Weary Eyes/Entombed by Winter (Selbstverlag) - 2013: V: Appolyon (Selbstverlag) Split-Veröffentlichungen - 2010: Journey to the World of Nether (Split-EP mit Cosmic Despair, Selbstverlag) - 2013: Voin Grim & Gurthang (Split-Album mit Voin Grim, Cvlminis) - 2015: Melodies of Sorrow (Split-EP mit Beyond Life, Cimmerian Shade Recordings) - 2016: Moloch/Gurthang (Split-Single mit Moloch, Give Praise Records) | Demos - 2010: Legions of Doom (Gothmog/Depressive Illusions Records) - 2010: II (Gothmog/Depressive Illusions Records) Kompilationen - 2011: Through the Frozen Gates (Depressive Illusions Records) - 2011: Blackened Days (Satanica Productions/Depressive Illusions Records) - 2012: Dimensions of Grey (Gris Records) - 2012: Passage to the Inner World (Selbstverlag) - 2011: Drown in Silence (Depressive Illusions Records) - 2020: Decade of Solitude (Selbstverlag) - 2013: The Ultimate Invocation - Through the Valley of Statues (Box-Set, Kadaath Records) |